# جون بوروزي
جون بوروزي (بالإنجليزية: John Borozzi) (25 يناير 1954 في الولايات المتحدة - ) هو مدرب كرة قدم ولاعب كرة قدم أمريكي في مركز الوسط. لعب مع واشنطن ديبلومتس وفيلادلفيا آتومز ‏ وبالتيمور بلاست ‏.